# Claudio Gentile
Claudio Gentile (Tripoli, 27 settembre 1953) è un ex calciatore, allenatore di calcio e dirigente sportivo italiano, di ruolo difensore. Con la nazionale italiana si è laureato campione del mondo nel 1982.
Considerato uno dei migliori terzini della storia del calcio italiano, legò la sua attività calcistica principalmente alla Juventus, squadra nella quale militò per undici stagioni a cavallo tra gli anni 1970 e 1980, vincendo sei campionati di Serie A, due coppe nazionali, una Coppa delle Coppe e una Coppa UEFA, e disputando inoltre una finale di Coppa dei Campioni. Assieme al portiere Dino Zoff, al libero Gaetano Scirea e al terzino sinistro Antonio Cabrini, tutti e tre compagni di club e nazionale, Gentile fu membro di una delle migliori linee difensive di sempre.
In nazionale ha totalizzato 71 presenze, partecipando a due mondiali (Argentina 1978 e Spagna 1982) e a un europeo (Italia 1980), distinguendosi in più occasioni come uno dei pilastri della squadra.
Da allenatore, alla guida dell'Italia under 21, ha vinto un europeo di categoria nel 2004.

## Biografia
Nato nell'allora Regno Unito di Libia da genitori originari di Noto, a loro volta cresciuti in Libia durante gli anni della colonizzazione italiana, da bambino Gentile inizia a giocare nei vicoli di Tripoli con compagni arabi e altri figli di coloni: qui acquisisce la grinta e la cattiveria agonistica che lo avrebbero contraddistinto lungo la sua carriera professionistica. Prevenendo le persecuzioni agli italiani che avranno inizio qualche anno dopo con l'instaurarsi del regime gheddafiano, all'età di otto anni rientra frettolosamente in Italia con la sua famiglia e si stabilisce a Brunate, nel Comasco.
Proprio le origini libiche gli hanno valso l'appellativo di Gheddafi, tuttavia mai amato dallo stesso Gentile per via dei succitati eventi che avevano portato alla brusca separazione dalla sua terra natale – «non si rendevano conto di quanto detestassi quel soprannome [...]: non lo sopportavo perché sapevo che cosa aveva fatto [Gheddafi, ndr] agli italiani e ai miei parenti» –, preferendo essere identificato con il semplice vezzeggiativo del proprio cognome, Gento.
Nel 2013 il suo nome compare inizialmente tra gli indagati in un'inchiesta fiorentina su false fideiussioni per l'iscrizione di alcuni club alla Lega Pro; per lui, sei mesi dopo, il Tribunale di Firenze richiede l'archiviazione del procedimento in quanto «del tutto estraneo» ai fatti.

## Caratteristiche tecniche

### Giocatore

Gentile (a sinistra) esce dal campo con Antonio Cabrini, coppia di terzini della Juventus e della nazionale tra gli anni 1970 e 1980.

Già distintosi come difensore eclettico e tenace nelle file del Varese, poco più che ventenne seppe emergere quale «rivelazione» della Juventus vincitrice del campionato 1974-1975, grazie alla sua abilità nel coniugare una costante partecipazione alla manovra con il controllo dell'«avversario più pericoloso», ispirandosi sul piano difensivo a specialisti della marcatura a uomo come Tarcisio Burgnich e Angelo Anquilletti.
Dapprima schierato nel ruolo di terzino destro, agli ordini di Giovanni Trapattoni si spostò sulla corsia opposta: pur essendo inizialmente poco avvezzo all'uso del sinistro, acquisì la capacità di effettuare precisi traversoni anche col piede debole, in virtù di un progressivo raffinamento tecnico voluto dall'allenatore, confermandosi protagonista dei due successivi Scudetti bianconeri, nelle stagioni 1976-1977 – «il mio miglior campionato in assoluto» – e 1977-1978.
Negli anni a seguire, l'affermazione di Antonio Cabrini come fluidificante mancino lo restituì alla fascia destra, stavolta con compiti più difensivi per via di esigenze tattiche: la propensione al gioco d'attacco restò comunque tra i suoi punti di forza, consentendogli di formare con il compagno di squadra un duo atipico, vista l'abilità di entrambi nell'arrivare sul fondo, e a lungo decisivo per i successi della Juventus e della nazionale italiana.
Oltre che da terzino, poteva essere impiegato in varie zone del centrocampo – specialmente nel ruolo di mediano, a lui piuttosto gradito – rivelandosi invece refrattario ad agire da stopper, posizione ricoperta con profitto in caso di necessità, ma che lo costringeva a minimizzare le sortite offensive. In forza alla Fiorentina, ultratrentenne, tornò a disimpegnarsi come terzino di spinta, per poi concludere la carriera da libero nelle file del Piacenza.
«Irriducibile combattente», nel 2007 è stato inserito dal quotidiano inglese The Times all'ottavo posto nella classifica dei calciatori più rudi di tutti i tempi; nonostante questo, ha ricevuto una sola espulsione in carriera, peraltro per somma di ammonizioni.

## Carriera

### Giocatore

#### Club

Gentile (in primo piano), con (sullo sfondo, da sinistra) Tardelli, Koetting e Cabrini, festeggia la vittoria della Juventus nella Coppa Italia 1982-1983.

##### Gli esordi: Arona e Varese

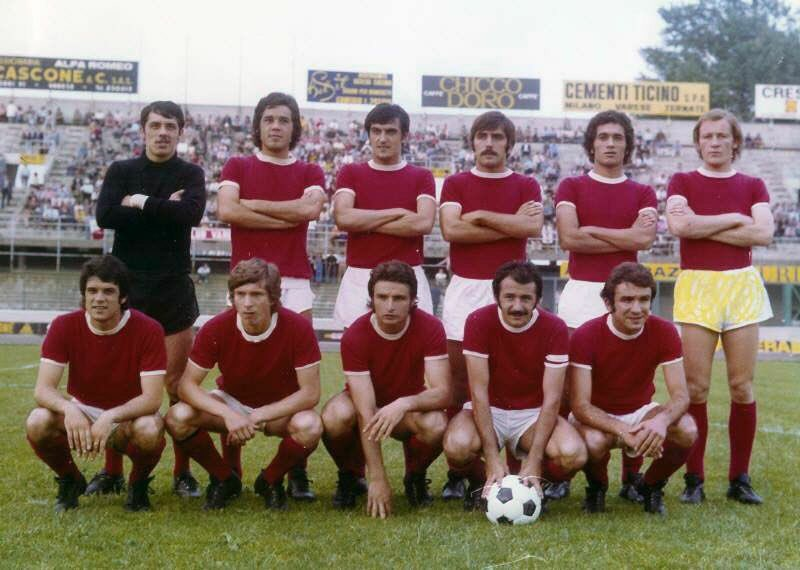
Un giovane Gentile (in piedi, secondo da destra) al Varese nella stagione 1972-1973

Inizia l'attività nel settore giovanile del Maslianico, da cui lo preleva il Varese dopo una trattativa col presidente del Maslianico, R. D'Angelo, che cedette assieme a lui i giovani promettenti Garganigo (poi diventato professionista come Gentile) Secchi e Bianchi. La precedente trattativa con il Como era saltata per motivi economici. Con i biancorossi lombardi compie tutta la trafila delle giovanili, tuttavia non viene ancora considerato all'altezza della prima squadra sicché viene ceduto in prestito all'Arona, dove disputa la stagione 1971-1972 nel campionato di Serie D.
Le prestazioni di Gento inducono il Varese a riportarlo alla base: gioca una stagione da titolare tra i cadetti (1972-1973), segnalandosi tra i migliori giovani della categoria, ma ancora una volta non convince l'allenatore Pietro Maroso e il direttore sportivo Sandro Vitali.

##### L'affermazione: Juventus

Gentile (a sinistra) e Roberto Bettega con la maglia della Juventus nel campionato 1974-1975.

Nell'estate del 1973 viene acquistato dalla Juventus, voluto da Giampiero Boniperti, per oltre 200 milioni di lire, in vista della sostituzione dell'anziano Sandro Salvadore. Viene inizialmente impiegato come riserva di Giuseppe Furino, per la contemporanea presenza di Marchetti, Spinosi e Longobucco nel ruolo di terzino. Esordisce in campionato in maglia juventina il 2 dicembre 1973, nella vittoria per 5-1 sul Verona, giocando proprio da mediano, e nei mesi successivi guadagna gradualmente maggior spazio in prima squadra, nonostante un evidente calo di forma nel finale. In quella stagione disputa anche il derby della Mole, giocando in marcatura su Claudio Sala: il duello si ripeterà più volte negli anni successivi.

Gentile agli sgoccioli della sua esperienza juventina, in un momento di relax al termine della stagione 1983-1984.

A partire dalla stagione 1974-1975 forma con Antonello Cuccureddu la coppia di terzini titolare; inizialmente è impiegato sulla fascia sinistra e in seguito, dopo l'affermazione di Antonio Cabrini, sulla destra, con compiti più difensivi. Con l'altro giovane difensore Gaetano Scirea contribuisce alla conquista del suo primo Scudetto, tuttavia nel campionato 1975-1976, a causa di una squalifica e di attriti con l'allenatore Carlo Parola, perde temporaneamente il posto in squadra, sostituito da Marco Tardelli. Nella stagione successiva, con Giovanni Trapattoni allenatore, torna titolare contribuendo a un nuovo Scudetto dei bianconeri e alla vittoria in Coppa UEFA.
Conclude l'esperienza juventina nel 1984, dopo undici stagioni di militanza nelle quali vince complessivamente sei Scudetti, due Coppe Italia, una Coppa UEFA e una Coppa delle Coppe. Colleziona 283 presenze in campionato, e 415 in totale comprendendo la Coppa Italia e le coppe europee.

##### Il finale di carriera: Fiorentina e Piacenza
Nell'estate del 1984, all'età di trentuno anni, lascia la Juventus per trasferirsi alla Fiorentina, approfittando della nuova normativa sullo svincolo dei giocatori. L'esperienza in viola, durata tre stagioni, è costellata di difficoltà: inizialmente viene contestato dalla tifoseria, a causa del suo passato bianconero, e in seguito ha problemi con l'allenatore Aldo Agroppi, a causa della politica di svecchiamento da lui portata avanti a discapito dei giocatori più anziani.

Gentile (a destra) alla Fiorentina nel campionato 1984-1985, in marcatura sul sampdoriano Evaristo Beccalossi.

Svincolatosi dal club gigliato, trascorre alcuni mesi senza squadra, partecipando (insieme all'altro campione del mondo Marco Tardelli) al ritiro per calciatori disoccupati organizzato a Pomezia. Nel dicembre del 1987 viene ingaggiato dal Piacenza, squadra neopromossa in Serie B: scende in campo in 20 occasioni, contribuendo alla salvezza del club prima di concludere definitivamente la carriera agonistica.
In carriera ha totalizzato 353 presenze e 9 gol in Serie A.

#### Nazionale
Dopo il debutto nella nazionale Under-23, il 29 settembre 1974 contro i pari età della Jugoslavia, ha esordito con la nazionale maggiore il 19 aprile 1975, a ventuno anni, nella partita Italia-Polonia (0-0) disputata a Roma. Nel corso del 1976 esce temporaneamente dal giro azzurro, avendo perso il posto da titolare nella Juventus e a causa di alcuni dissapori con il commissario tecnico Fulvio Bernardini. Tornato in azzurro, diventa titolare fisso con Enzo Bearzot, e realizza il suo primo e unico gol in nazionale l'8 giugno 1977, a Helsinki, nella partita vinta 3-0 contro la Finlandia.

Gentile (a sinistra) in nazionale al, alle prese con l'argentino Mario Kempes.

Ha partecipato da titolare al campionato del mondo 1978 in Argentina, nel quale è stato considerato tra i migliori difensori della manifestazione, giocando inizialmente come terzino destro e, dopo l'infortunio a Mauro Bellugi, come stopper; impiegato in marcatura su campioni quali Mario Kempes, Hans Krankl, Johnny Rep e Roberto Dinamite, ha impedito ai suoi diretti avversari di realizzare reti. In seguito è stato titolare al campionato d'Europa 1980 organizzato in Italia, segnalandosi nuovamente tra i migliori, e al vittorioso campionato del mondo 1982 in Spagna, dove si è fatto notare per le sue marcature a uomo su Maradona e Zico. In entrambi i casi è stato ammonito, saltando così la semifinale vinta contro la Polonia; rientra tra i titolari nella finale contro la Germania Ovest, nella quale viene impiegato in marcatura su Pierre Littbarski.
Ha disputato la sua ultima gara in nazionale il 26 maggio 1984, a trent'anni, nella partita amichevole Canada-Italia (0-2) giocata a Toronto, indossando nell'occasione la fascia da capitano. In totale ha collezionato 71 presenze con gli Azzurri.

### Dirigente e allenatore
Terminata l'attività agonistica, Gentile è rimasto nel mondo del calcio, indirizzandosi inizialmente verso l'attività dirigenziale. Nella stagione 1990-1991 è tornato alla Juventus in veste di collaboratore, in particolare per la ristrutturazione del settore giovanile bianconero. Tra il 1991 e il 1993 è direttore generale del Lecco, ricoprendo anche il ruolo di direttore sportivo dal marzo del 1992.

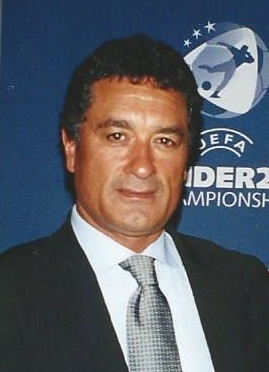
Gentile nel 2006, in veste di commissario tecnico dell'Italia Under-21.

In seguito è entrato nel Settore Tecnico della FIGC, come allenatore della nazionale Under-20. Nel 2000 è inizialmente vice di Giovanni Trapattoni sulla panchina della nazionale A; in ottobre sostituisce Marco Tardelli (nel frattempo passato all'Inter), come commissario tecnico della nazionale italiana Under-21. Con la rappresentativa giovanile è arrivato alle semifinali nell'europeo di categoria del 2002, ha vinto l'edizione del 2004, conquistando nello stesso anno la medaglia di bronzo ai Giochi olimpici di Atene. Ha concluso la sua avventura sulla panchina degli Azzurrini con l'eliminazione ai quarti di finale nell'europeo del 2006.
Nel luglio dello stesso anno viene sostituito da Pierluigi Casiraghi per decisione del commissario straordinario della FIGC Guido Rossi e del suo vice Demetrio Albertini, nonostante i risultati ottenuti e le rassicurazioni sulla riconferma. Negli anni successivi non ha allenato alcuna squadra, pur essendo stato in corsa per la sostituzione di Ciro Ferrara sulla panchina della Juventus, e per la panchina della nazionale libica, dopo la caduta di Gheddafi.
In un'intervista concessa alla Gazzetta dello Sport nel settembre del 2013, ha rivelato che nell'estate del 2006, prima di essere sostituito alla guida dell'Under-21, un grande club gli aveva offerto un ingaggio e Gentile ne aveva informato la Federcalcio, che gli chiese di aspettare: quando fu allontanato dalla guida degli Azzurrini, era nel frattempo sfumata anche la possibilità di allenare il grande club, sicché questi eventi lo spinsero a citare a giudizio la FIGC; ha quindi rifiutato le offerte di diverse società calcistiche ricevute dal 2006 in poi, perché se le avesse accettate non avrebbe potuto rivolgersi alla magistratura civile.
Il 5 giugno 2014 viene ingaggiato come allenatore del Sion, ma il 10 dello stesso mese non si presenta al raduno della squadra e, nei giorni successivi, inizia con la proprietà una controversia per la risoluzione del contratto.

## Statistiche

### Presenze e reti nei club
| Stagione          | Squadra           | Campionato        | Campionato | Campionato | Coppe nazionali | Coppe nazionali | Coppe nazionali | Coppe continentali | Coppe continentali | Coppe continentali | Altre coppe | Altre coppe | Altre coppe | Totale | Totale |
| Stagione          | Squadra           | Comp              | Pres       | Reti       | Comp            | Pres            | Reti            | Comp               | Pres               | Reti               | Comp        | Pres        | Reti        | Pres   | Reti   |
| ----------------- | ----------------- | ----------------- | ---------- | ---------- | --------------- | --------------- | --------------- | ------------------ | ------------------ | ------------------ | ----------- | ----------- | ----------- | ------ | ------ |
| 1971-1972         | Arona             | D                 | 34         | 4          | -               | -               | -               | -                  | -                  | -                  | -           | -           | -           | 34     | 4      |
| 1972-1973         | Varese            | B                 | 34         | 1          | CI              | 3               | 0               | -                  | -                  | -                  | -           | -           | -           | 37     | 1      |
| 1973-1974         | Juventus          | A                 | 13         | 0          | CI              | 7               | 0               | CC                 | 0                  | 0                  | CInt        | 1           | 0           | 21     | 0      |
| 1974-1975         | Juventus          | A                 | 29         | 0          | CI              | 6               | 0               | CU                 | 9                  | 1                  | -           | -           | -           | 44     | 1      |
| 1975-1976         | Juventus          | A                 | 22         | 1          | CI              | 4               | 0               | CC                 | 4                  | 0                  | -           | -           | -           | 30     | 1      |
| 1976-1977         | Juventus          | A                 | 29         | 1          | CI              | 9               | 0               | CU                 | 11                 | 0                  | -           | -           | -           | 49     | 1      |
| 1977-1978         | Juventus          | A                 | 28         | 3          | CI              | 4               | 0               | CC                 | 7                  | 0                  | -           | -           | -           | 39     | 3      |
| 1978-1979         | Juventus          | A                 | 30         | 0          | CI              | 7               | 0               | CC                 | 1                  | 0                  | -           | -           | -           | 38     | 0      |
| 1979-1980         | Juventus          | A                 | 26         | 2          | CI              | 4               | 0               | CdC                | 8                  | 0                  | -           | -           | -           | 38     | 2      |
| 1980-1981         | Juventus          | A                 | 27         | 0          | CI              | 6               | 0               | CU                 | 4                  | 0                  | TC          | 2           | 0           | 39     | 0      |
| 1981-1982         | Juventus          | A                 | 27         | 2          | CI              | 4               | 0               | CC                 | 4                  | 0                  | -           | -           | -           | 35     | 2      |
| 1982-1983         | Juventus          | A                 | 28         | 0          | CI              | 10              | 0               | CC                 | 9                  | 0                  | -           | -           | -           | 47     | 0      |
| 1983-1984         | Juventus          | A                 | 24         | 0          | CI              | 5               | 0               | CdC                | 8                  | 0                  | -           | -           | -           | 37     | 0      |
| Totale Juventus   | Totale Juventus   | Totale Juventus   | 283        | 9          |                 | 66              | 0               |                    | 65                 | 1                  |             | 3           | 0           | 417    | 10     |
| 1984-1985         | Fiorentina        | A                 | 29         | 0          | CI              | 10              | 1               | CU                 | 3                  | 0                  | -           | -           | -           | 42     | 1      |
| 1985-1986         | Fiorentina        | A                 | 19         | 0          | CI              | 8               | 0               | -                  | -                  | -                  | -           | -           | -           | 27     | 0      |
| 1986-1987         | Fiorentina        | A                 | 22         | 0          | CI              | 5               | 0               | CU                 | 2                  | 0                  | -           | -           | -           | 29     | 0      |
| Totale Fiorentina | Totale Fiorentina | Totale Fiorentina | 70         | 0          |                 | 23              | 1               |                    | 5                  | 0                  |             | -           | -           | 98     | 1      |
| 1987-1988         | Piacenza          | B                 | 20         | 0          | CI              | 0               | 0               | -                  | -                  | -                  | -           | -           | -           | 20     | 0      |
| Totale carriera   | Totale carriera   | Totale carriera   | 441        | 14         |                 | 92              | 1               |                    | 70                 | 1                  |             | 3           | 0           | 606    | 16     |

### Cronologia presenze e reti in nazionale
| Cronologia completa delle presenze e delle reti in nazionale ― Italia | Cronologia completa delle presenze e delle reti in nazionale ― Italia | Cronologia completa delle presenze e delle reti in nazionale ― Italia | Cronologia completa delle presenze e delle reti in nazionale ― Italia | Cronologia completa delle presenze e delle reti in nazionale ― Italia | Cronologia completa delle presenze e delle reti in nazionale ― Italia | Cronologia completa delle presenze e delle reti in nazionale ― Italia | Cronologia completa delle presenze e delle reti in nazionale ― Italia |
| Data                                                                  | Città                                                                 | In casa                                                               | Risultato                                                             | Ospiti                                                                | Competizione                                                          | Reti                                                                  | Note                                                                  |
| --------------------------------------------------------------------- | --------------------------------------------------------------------- | --------------------------------------------------------------------- | --------------------------------------------------------------------- | --------------------------------------------------------------------- | --------------------------------------------------------------------- | --------------------------------------------------------------------- | --------------------------------------------------------------------- |
| 19-4-1975                                                             | Roma                                                                  | Italia                                                                | 0 – 0                                                                 | Polonia                                                               | Qual. Euro 1976                                                       | -                                                                     |                                                                       |
| 5-6-1975                                                              | Helsinki                                                              | Finlandia                                                             | 0 – 1                                                                 | Italia                                                                | Qual. Euro 1976                                                       | -                                                                     |                                                                       |
| 26-10-1975                                                            | Varsavia                                                              | Polonia                                                               | 0 – 0                                                                 | Italia                                                                | Qual. Euro 1976                                                       | -                                                                     |                                                                       |
| 22-11-1975                                                            | Roma                                                                  | Italia                                                                | 1 – 0                                                                 | Paesi Bassi                                                           | Qual. Euro 1976                                                       | -                                                                     |                                                                       |
| 30-12-1975                                                            | Firenze                                                               | Italia                                                                | 3 – 2                                                                 | Grecia                                                                | Amichevole                                                            | -                                                                     |                                                                       |
| 17-11-1976                                                            | Roma                                                                  | Italia                                                                | 2 – 0                                                                 | Inghilterra                                                           | Qual. Mondiali 1978                                                   | -                                                                     |                                                                       |
| 22-12-1976                                                            | Lisbona                                                               | Portogallo                                                            | 2 – 1                                                                 | Italia                                                                | Amichevole                                                            | -                                                                     |                                                                       |
| 8-6-1977                                                              | Helsinki                                                              | Finlandia                                                             | 0 – 3                                                                 | Italia                                                                | Qual. Mondiali 1978                                                   | 1                                                                     |                                                                       |
| 8-10-1977                                                             | Berlino Ovest                                                         | Germania Ovest                                                        | 2 – 1                                                                 | Italia                                                                | Amichevole                                                            | -                                                                     |                                                                       |
| 15-10-1977                                                            | Torino                                                                | Italia                                                                | 6 – 1                                                                 | Finlandia                                                             | Qual. Mondiali 1978                                                   | -                                                                     |                                                                       |
| 16-11-1977                                                            | Londra                                                                | Inghilterra                                                           | 2 – 0                                                                 | Italia                                                                | Qual. Mondiali 1978                                                   | -                                                                     |                                                                       |
| 3-12-1977                                                             | Roma                                                                  | Italia                                                                | 3 – 0                                                                 | Lussemburgo                                                           | Qual. Mondiali 1978                                                   | -                                                                     |                                                                       |
| 21-12-1977                                                            | Liegi                                                                 | Belgio                                                                | 0 – 1                                                                 | Italia                                                                | Amichevole                                                            | -                                                                     |                                                                       |
| 25-1-1978                                                             | Madrid                                                                | Spagna                                                                | 2 – 1                                                                 | Italia                                                                | Amichevole                                                            | -                                                                     |                                                                       |
| 8-2-1978                                                              | Napoli                                                                | Italia                                                                | 2 – 2                                                                 | Francia                                                               | Amichevole                                                            | -                                                                     |                                                                       |
| 18-5-1978                                                             | Roma                                                                  | Italia                                                                | 0 – 0                                                                 | Jugoslavia                                                            | Amichevole                                                            | -                                                                     |                                                                       |
| 2-6-1978                                                              | Mar del Plata                                                         | Italia                                                                | 2 – 1                                                                 | Francia                                                               | Mondiali 1978 - 1º turno                                              | -                                                                     |                                                                       |
| 6-6-1978                                                              | Mar del Plata                                                         | Italia                                                                | 3 – 1                                                                 | Ungheria                                                              | Mondiali 1978 - 1º turno                                              | -                                                                     |                                                                       |
| 10-6-1978                                                             | Buenos Aires                                                          | Italia                                                                | 1 – 0                                                                 | Argentina                                                             | Mondiali 1978 - 1º turno                                              | -                                                                     |                                                                       |
| 14-6-1978                                                             | Buenos Aires                                                          | Germania Ovest                                                        | 0 – 0                                                                 | Italia                                                                | Mondiali 1978 - 2º turno                                              | -                                                                     |                                                                       |
| 18-6-1978                                                             | Buenos Aires                                                          | Italia                                                                | 1 – 0                                                                 | Austria                                                               | Mondiali 1978 - 2º turno                                              | -                                                                     |                                                                       |
| 21-6-1978                                                             | Buenos Aires                                                          | Paesi Bassi                                                           | 2 – 1                                                                 | Italia                                                                | Mondiali 1978 - 2º turno                                              | -                                                                     |                                                                       |
| 24-6-1978                                                             | Buenos Aires                                                          | Brasile                                                               | 2 – 1                                                                 | Italia                                                                | Mondiali 1978 - Finale 3º-4º posto                                    | -                                                                     | 4º posto                                                              |
| 20-9-1978                                                             | Torino                                                                | Italia                                                                | 1 – 0                                                                 | Bulgaria                                                              | Amichevole                                                            | -                                                                     |                                                                       |
| 23-9-1978                                                             | Firenze                                                               | Italia                                                                | 1 – 0                                                                 | Turchia                                                               | Amichevole                                                            | -                                                                     |                                                                       |
| 8-11-1978                                                             | Bratislava                                                            | Cecoslovacchia                                                        | 3 – 0                                                                 | Italia                                                                | Amichevole                                                            | -                                                                     |                                                                       |
| 21-12-1978                                                            | Roma                                                                  | Italia                                                                | 1 – 0                                                                 | Spagna                                                                | Amichevole                                                            | -                                                                     |                                                                       |
| 24-2-1979                                                             | Milano                                                                | Italia                                                                | 3 – 0                                                                 | Paesi Bassi                                                           | Amichevole                                                            | -                                                                     |                                                                       |
| 26-5-1979                                                             | Roma                                                                  | Italia                                                                | 2 – 2                                                                 | Argentina                                                             | Amichevole                                                            | -                                                                     |                                                                       |
| 13-6-1979                                                             | Zagabria                                                              | Jugoslavia                                                            | 4 – 1                                                                 | Italia                                                                | Amichevole                                                            | -                                                                     |                                                                       |
| 26-9-1979                                                             | Firenze                                                               | Italia                                                                | 1 – 0                                                                 | Svezia                                                                | Amichevole                                                            | -                                                                     | 46’                                                                   |
| 17-11-1979                                                            | Udine                                                                 | Italia                                                                | 2 – 0                                                                 | Svizzera                                                              | Amichevole                                                            | -                                                                     |                                                                       |
| 16-2-1980                                                             | Napoli                                                                | Italia                                                                | 2 – 1                                                                 | Romania                                                               | Amichevole                                                            | -                                                                     |                                                                       |
| 15-3-1980                                                             | Milano                                                                | Italia                                                                | 1 – 0                                                                 | Uruguay                                                               | Amichevole                                                            | -                                                                     |                                                                       |
| 19-4-1980                                                             | Torino                                                                | Italia                                                                | 2 – 2                                                                 | Polonia                                                               | Amichevole                                                            | -                                                                     |                                                                       |
| 12-6-1980                                                             | Milano                                                                | Italia                                                                | 0 – 0                                                                 | Spagna                                                                | Euro 1980 - 1º turno                                                  | -                                                                     |                                                                       |
| 15-6-1980                                                             | Torino                                                                | Italia                                                                | 1 – 0                                                                 | Inghilterra                                                           | Euro 1980 - 1º turno                                                  | -                                                                     |                                                                       |
| 18-6-1980                                                             | Roma                                                                  | Italia                                                                | 0 – 0                                                                 | Belgio                                                                | Euro 1980 - 1º turno                                                  | -                                                                     |                                                                       |
| 21-6-1980                                                             | Napoli                                                                | Cecoslovacchia                                                        | 1 – 1 dts (9 – 8 dtr)                                                 | Italia                                                                | Euro 1980 - Finale 3º-4º posto                                        | -                                                                     | 4º posto                                                              |
| 24-9-1980                                                             | Genova                                                                | Italia                                                                | 3 – 1                                                                 | Portogallo                                                            | Amichevole                                                            | -                                                                     |                                                                       |
| 11-10-1980                                                            | Lussemburgo                                                           | Lussemburgo                                                           | 0 – 2                                                                 | Italia                                                                | Qual. Mondiali 1982                                                   | -                                                                     |                                                                       |
| 1-11-1980                                                             | Roma                                                                  | Italia                                                                | 2 – 0                                                                 | Danimarca                                                             | Qual. Mondiali 1982                                                   | -                                                                     |                                                                       |
| 15-11-1980                                                            | Torino                                                                | Italia                                                                | 2 – 0                                                                 | Jugoslavia                                                            | Qual. Mondiali 1982                                                   | -                                                                     |                                                                       |
| 6-12-1980                                                             | Atene                                                                 | Grecia                                                                | 0 – 2                                                                 | Italia                                                                | Qual. Mondiali 1982                                                   | -                                                                     |                                                                       |
| 3-1-1981                                                              | Montevideo                                                            | Uruguay                                                               | 2 – 0                                                                 | Italia                                                                | Mundialito - 1º turno                                                 | -                                                                     |                                                                       |
| 6-1-1981                                                              | Montevideo                                                            | Paesi Bassi                                                           | 1 – 1                                                                 | Italia                                                                | Mundialito - 1º turno                                                 | -                                                                     |                                                                       |
| 25-2-1981                                                             | Roma                                                                  | Italia                                                                | 0 – 3                                                                 | Europa                                                                | Amichevole                                                            | -                                                                     | 42’                                                                   |
| 19-4-1981                                                             | Udine                                                                 | Italia                                                                | 0 – 0                                                                 | Germania Est                                                          | Amichevole                                                            | -                                                                     |                                                                       |
| 3-6-1981                                                              | Copenaghen                                                            | Danimarca                                                             | 3 – 1                                                                 | Italia                                                                | Qual. Mondiali 1982                                                   | -                                                                     |                                                                       |
| 23-9-1981                                                             | Bologna                                                               | Italia                                                                | 3 – 2                                                                 | Bulgaria                                                              | Amichevole                                                            | -                                                                     |                                                                       |
| 17-10-1981                                                            | Belgrado                                                              | Jugoslavia                                                            | 1 – 1                                                                 | Italia                                                                | Qual. Mondiali 1982                                                   | -                                                                     |                                                                       |
| 14-11-1981                                                            | Torino                                                                | Italia                                                                | 1 – 1                                                                 | Grecia                                                                | Qual. Mondiali 1982                                                   | -                                                                     |                                                                       |
| 5-12-1981                                                             | Napoli                                                                | Italia                                                                | 1 – 0                                                                 | Lussemburgo                                                           | Qual. Euro 1984                                                       | -                                                                     |                                                                       |
| 23-2-1982                                                             | Parigi                                                                | Francia                                                               | 2 – 0                                                                 | Italia                                                                | Amichevole                                                            | -                                                                     |                                                                       |
| 14-4-1982                                                             | Lipsia                                                                | Germania Est                                                          | 1 – 0                                                                 | Italia                                                                | Amichevole                                                            | -                                                                     |                                                                       |
| 28-5-1982                                                             | Ginevra                                                               | Svizzera                                                              | 1 – 1                                                                 | Italia                                                                | Amichevole                                                            | -                                                                     |                                                                       |
| 14-6-1982                                                             | Vigo                                                                  | Italia                                                                | 0 – 0                                                                 | Polonia                                                               | Mondiali 1982 - 1º turno                                              | -                                                                     |                                                                       |
| 18-6-1982                                                             | Vigo                                                                  | Italia                                                                | 1 – 1                                                                 | Perù                                                                  | Mondiali 1982 - 1º turno                                              | -                                                                     |                                                                       |
| 23-6-1982                                                             | Vigo                                                                  | Italia                                                                | 1 – 1                                                                 | Camerun                                                               | Mondiali 1982 - 1º turno                                              | -                                                                     |                                                                       |
| 29-6-1982                                                             | Barcellona                                                            | Italia                                                                | 2 – 1                                                                 | Argentina                                                             | Mondiali 1982 - 2º turno                                              | -                                                                     |                                                                       |
| 5-7-1982                                                              | Barcellona                                                            | Italia                                                                | 3 – 2                                                                 | Brasile                                                               | Mondiali 1982 - 2º turno                                              | -                                                                     |                                                                       |
| 11-7-1982                                                             | Madrid                                                                | Italia                                                                | 3 – 1                                                                 | Germania Ovest                                                        | Mondiali 1982 - Finale                                                | -                                                                     | 3º titolo mondiale                                                    |
| 27-10-1982                                                            | Roma                                                                  | Italia                                                                | 0 – 1                                                                 | Svizzera                                                              | Amichevole                                                            | -                                                                     |                                                                       |
| 13-11-1982                                                            | Milano                                                                | Italia                                                                | 2 – 2                                                                 | Cecoslovacchia                                                        | Qual. Euro 1984                                                       | -                                                                     |                                                                       |
| 4-12-1982                                                             | Firenze                                                               | Italia                                                                | 0 – 0                                                                 | Romania                                                               | Qual. Euro 1984                                                       | -                                                                     |                                                                       |
| 12-2-1983                                                             | Limassol                                                              | Cipro                                                                 | 1 – 1                                                                 | Italia                                                                | Qual. Euro 1984                                                       | -                                                                     |                                                                       |
| 16-4-1983                                                             | Bucarest                                                              | Romania                                                               | 1 – 0                                                                 | Italia                                                                | Qual. Euro 1984                                                       | -                                                                     |                                                                       |
| 29-5-1983                                                             | Göteborg                                                              | Svezia                                                                | 2 – 0                                                                 | Italia                                                                | Qual. Euro 1984                                                       | -                                                                     |                                                                       |
| 7-4-1984                                                              | Verona                                                                | Italia                                                                | 1 – 1                                                                 | Cecoslovacchia                                                        | Amichevole                                                            | -                                                                     | 46’                                                                   |
| 22-5-1984                                                             | Zurigo                                                                | Germania Ovest                                                        | 1 – 0                                                                 | Italia                                                                | Amichevole                                                            | -                                                                     | 70’                                                                   |
| 26-5-1984                                                             | Toronto                                                               | Canada                                                                | 0 – 2                                                                 | Italia                                                                | Amichevole                                                            | -                                                                     | Cap. 59’                                                              |
| Totale                                                                |                                                                       | Presenze (20º posto)                                                  | 71                                                                    |                                                                       | Reti                                                                  | 1                                                                     |                                                                       |

### Statistiche da allenatore

#### Nazionale
| Squadra         | Naz               | dal            | al             | Record | Record | Record | Record     | Record | Record | Record | Record |
| G               | V                 | N              | P              | GF     | GS     | DR     | % Vittorie |        |        |        |        |
| --------------- | ----------------- | -------------- | -------------- | ------ | ------ | ------ | ---------- | ------ | ------ | ------ | ------ |
| Italia U-21     | Italia (bandiera) | 12 agosto 2000 | 30 giugno 2006 | 61     | 39     | 12     | 10         | 114    | 46     | +68    | 63,93  |
| Italia Olimpica | Italia (bandiera) | 1º agosto 2004 | 31 agosto 2004 | 6      | 3      | 1      | 2          | 7      | 8      | −1     | 50,00  |
| Totale          | Totale            | Totale         | Totale         | 67     | 42     | 13     | 12         | 121    | 54     | +67    | 62,69  |

## Palmarès

### Giocatore

#### Club

##### Competizioni nazionali
- Campionato italiano: 6

Juventus: 1974-1975, 1976-1977, 1977-1978, 1980-1981, 1981-1982, 1983-1984
- Coppa Italia: 2

Juventus: 1978-1979, 1982-1983

##### Competizioni internazionali
- Coppa UEFA: 1

Juventus: 1976-1977
- Coppa delle Coppe: 1

Juventus: 1983-1984

#### Nazionale
- Campionato mondiale: 1

Spagna 1982

#### Individuale
- Europei Top 11: 1

Italia 1980
- All-Star Team dei Mondiali: 1[65]

Spagna 1982
- Candidato al Dream Team del Pallone d'oro

### Allenatore

#### Nazionale
- Campionato d'Europa Under-21: 1

Italia under 21: Germania 2004
- Bronzo olimpico: 1

Italia Olimpica: Atene 2004

#### Individuale
- Premio speciale del Settore tecnico della FIGC: 1

2006

## Opere
- E sono stato Gentile, con Alberto Cerruti, Milano, Rizzoli, 2016, ISBN 88-17-08744-0.